# Seebach, Thüringen
Seebach är en kommun och ort i Wartburgkreis i förbundslandet Thüringen i Tyskland.
Kommunen ingår i förvaltningsgemenskapen Ruhla tillsammans med staden Ruhla.